# Nombre de Richardson
El nombre de Richardson {\displaystyle (Ri)}, anomenat així en honor de Lewis Fry Richardson (1881-1953), és el nombre adimensional que expressa la relació entre el terme de flotabilitat i el terme de tall de flux:
{\displaystyle Ri={\frac {\text{terme de flotabilitat}}{\text{terme de tall de flux}}}={\frac {g}{\rho }}{\frac {\partial \rho /\partial z}{(\partial u/\partial z)^{2}}}}
on
- {\displaystyle g} = gravetat.
- {\displaystyle \rho } = densitat.
- {\displaystyle u} = velocitat del flux.

El nombre de Richardson, o una de les seves diverses variants, té una importància pràctica en la previsió del temps i en la investigació de la densitat i terbolesa dels corrents en oceans, llacs i embassaments.
Quan es consideren els fluxos en què les diferències de densitat són petites (l'aproximació de Boussinesq) és comú utilitzar la gravetat reduïda {\displaystyle g'}, i el paràmetre corresponent és el «nombre de Richardson densimètric».
{\displaystyle Ri={\frac {g'}{\rho }}{\frac {\partial \rho /\partial z}{(\partial u/\partial z)^{2}}}}
que s'utilitza amb freqüència quan es consideren els fluxos atmosfèrics o oceànics.
Si el nombre de Richadrson:
- és molt menor que la unitat {\displaystyle (Ri\ll 1)}, la flotabilitat no té importància en el flux.
- és d'ordre de la unitat {\displaystyle (Ri=1)}, és probable que el flux sigui impulsat per la flotabilitat: l'energia del flux deriva originalment de l'energia potencial del sistema.
- és molt més gran que la unitat {\displaystyle (Ri\gg 1)}, la flotabilitat és dominant (en el sentit que no hi ha prou energia cinètica per homogeneïtzar els fluids).

## Aviació
A l'aviació, el nombre de Richardson s'utilitza com a mesura aproximada de la turbulència atmosfèrica esperada. Un valor molt baix indica un grau de turbulència més alt. Són típics els valors del rang de {\displaystyle [0,1-10]}, amb valors inferiors a la unitat que indiquen turbulències significatives.

## Convecció tèrmica
En problemes de convecció tèrmica, el nombre de Richardson representa la importància de la convecció natural en relació amb la convecció forçada. En aquest context, el nombre de Richardson es defineix com:
{\displaystyle Ri={\frac {g\,\beta \,\Delta T\,L}{V^{2}}}={\frac {g\beta (T_{\text{calent}}-T_{\text{referència}})L}{V^{2}}}}
on
- {\displaystyle g} = acceleració gravitacional.
- {\displaystyle \beta } = coeficient d'expansió tèrmica
- {\displaystyle T_{\text{calent}}} = temperatura del mur calent.
- {\displaystyle T_{\text{referència}}} = temperatura de referència.
- {\displaystyle L} = longitud característica.
- {\displaystyle V} = velocitat característica.

El nombre de Richardson també es pot expressar utilitzant una relació entre el nombre de Grashof {\displaystyle (Gr)} i el nombre de Reynolds {\displaystyle (Re)}, o amb la inversa del nombre de Froude {\displaystyle (Fr)}:
{\displaystyle Ri={\frac {\mathrm {Gr} }{\mathrm {Re} ^{2}}}\propto {\frac {1}{Fr^{2}}}.}
Normalment,
- la convecció natural és insignificant quan {\displaystyle Ri<0,1}.
- cap és insignificant quan {\displaystyle 0,1<Ri<10}.
- la convecció forçada és insignificant quan {\displaystyle Ri>10}.

Es pot observar que normalment la convecció forçada és gran en relació amb la convecció natural, excepte en la cas de velocitats de flux forçat extremadament baixes. No obstant això, la flotabilitat sovint té un paper significatiu en la definició de la transició laminar-turbulenta d'un flux de convecció mixt. En el disseny dels tancs d'emmagatzematge d'energia tèrmica amb aigua, el nombre de Richardson pot ser útil.

## Oceanografia
En oceanografia, el nombre de Richardson té una forma més general que té en compte l'estratificació. És una mesura de la importància relativa dels efectes mecànics i de densitat a la columna d'aigua, tal com es descriu per l'equació de Taylor-Goldstein, que s'utilitza per modelar la inestabilitat de Kelvin-Helmholtz que és conduïda per fluxos tallats.
{\displaystyle Ri={\frac {N^{2}}{(du/dz)^{2}}}}
on {\displaystyle N} és la freqüència de Brunt-Väisälä.
El nombre de Richardson definit anteriorment sempre es considera positiu. Un valor negatiu de {\displaystyle N^{2}} (és a dir, {\displaystyle N} complex) indica gradients de densitat inestables amb bolcada convectiva activa. En aquestes circumstàncies, la magnitud del Rinegativa no és d'interès general. Es pot demostrar que {\displaystyle Ri<1/4} és una condició necessària perquè la velocitat de cisallament superi la tendència d'un líquid estratificat a mantenir-se estratificat i, generalment, es produeix alguna barreja (turbulència). Quan {\displaystyle Ri} és gran, la barreja turbulenta a través de l'estratificació és generalment suprimida.